# Circuito de Castle Combe
O Circuito de Castle Combe é um autódromo localizado em Wiltshire, Inglaterra, no Reino Unido, o local originalmente era uma base aérea da Força Aérea Real construída em 1941, começou a receber corridas em 1950.